# Triploïdie
In een triploïde cel komen in de celkern van elk chromosoom drie exemplaren voor (geslachtschromosomen uitgezonderd). Dit wordt weergegeven met 3n = 3x. Elk gen zal dus ten minste driemaal voorkomen. Bij triploïde organismen kunnen problemen verwacht worden bij de meiose, waardoor deze steriel kunnen zijn.

## Ontstaan
Triploïde organismen kunnen ontstaan wanneer een diploïde en een tetraploïde organisme zich voortplanten. De geslachtscellen van tetraploïde organismen zijn namelijk diploïd, en die van diploïde organismen haploïd.

## Voorbeelden
De meeste bananen zijn nakomelingen van Musa acuminata (haploïde genoom wordt aangeduid met A) en Musa balbisiana (het B-genoom) en hebben een genoom AAB of ABB. De "Cavendish" dessertbanaan, een autotriploïde met een genoom AAA. Triploïde planten zijn steriel en moeten vegetatief vermeerderd worden.
Bij het kweken van oesters worden triploïde exemplaren gebruikt om ervoor te zorgen dat ze zich niet voortplanten en ze in de zomermaanden te oogsten zijn.
Bij mensen leidt triploïdie tot een vroegtijdige dood of zelfs een doodgeboorte.